# Philippe Mechelen
Pour les articles homonymes, voir Mechelen.
Philippe Mechelen est un scénariste et metteur en scène français.
Il a notamment été auteur au Burger Quiz sur Canal+.
Outre son entrée, en tant qu'auteur, aux Guignols de l'info de février 2009 à juin 2015, il est également scénariste et metteur en scène. Il a notamment coécrit le scénario du film d'Éric Lartigau, Prête-moi ta main (avec Alain Chabat et Charlotte Gainsbourg) ainsi que le spectacle solo de l'humoriste français Manu Payet dont il a assuré la mise en scène. Il est aussi l'auteur du scénario du film d'Olivier Baroux, Les Tuche, sorti le 1er juillet 2011 et de ses suites Les Tuche 2 : Le Rêve américain (2016) et Les Tuche 3 (2018).
Le 28 octobre 2019, il est annoncé aux côtés de Julien Hervé, comme l'un des scénaristes du film Asterix & Obelix : L'Empire du Milieu de Guillaume Canet.

## Filmographie

### Scénariste
- 2006 : Prête-moi ta main
- 2011 : Les Tuche
- 2016 : Les Tuche 2 : Le Rêve américain
- 2018 : Le Doudou
- 2018 : Les Tuche 3
- 2021 : Les Tuche 4
- 2023 : Astérix et Obélix : L'Empire du Milieu
- 2025 : Les Tuche : God Save the Tuche
- 2025 : Le Routard

### Réalisateur
- 2018 : Le Doudou, avec Julien Hervé
- 2025 : Le Routard